# Instytut Chemii Organicznej Polskiej Akademii Nauk
Instytut Chemii Organicznej Polskiej Akademii Nauk – instytut naukowy Polskiej Akademii Nauk z siedzibą w Warszawie. Tematyka badań w IChO jest skoncentrowana wokół problemów współczesnej chemii organicznej. Jednostka posiada prawo do nadawania stopnia naukowego doktora oraz doktora habilitowanego w zakresie chemii.

## Instytut

### Historia
W 1954 powstał Zakład Syntezy Organicznej PAN, a jego pierwszym dyrektorem był Osman Achmatowicz. W 1957 jego funkcję przejął Tadeusz Urbański, późniejszy dyrektor Instytutu.
Początkowo Zakład liczył 13 laboratoriów, które mieściły się w budynkach wydziałów chemii uczelni wyższych. Laboratoria znajdowały się w Warszawie, Łodzi, Wrocławiu, Poznaniu, Krakowie, Gliwicach i Gdańsku.
18 listopada 1964 na podstawie dekretu Rady Ministrów nr 352/64 Zakład Syntezy Organicznej został przemianowany na Instytut Chemii Organicznej PAN.
W latach 60. XX wieku IChO PAN był ulokowany w budynkach Instytutu Chemii Fizycznej PAN, a administracja i służby techniczne były wspólne dla obu Instytutów. W 1971 utworzono Zakład Doświadczalny Instytutu Chemii Fizycznej PAN i Instytutu Chemii Organicznej PAN „Chemipan”. Przedmiotem działalności Zakładu jest wprowadzanie osiągnięć nauki do gospodarki. W roku 1983 „Chemipan” został włączony do struktury IChF PAN.
Zakłady Instytutu zlokalizowane w Gliwicach, Łodzi, Poznaniu i Wrocławiu odłączały się kolejno w latach: 1966, 1972, 1980 i 1986 i zostały przekształcone w nowe placówki PAN. Zakład łódzki przekształcił się w Centrum Badań Molekularnych i Makromolekularnych, poznański w Instytut Chemii Bioorganicznej, gliwicki w Zakład Karbochemii, a wrocławski został przyłączony do Instytutu Niskich Temperatur i Badań Strukturalnych.

### Dyrektorzy Instytutu
- Osman Achmatowicz (1954–1957)
- Tadeusz Urbański (1964–1967)
- Marian Kocór (1967–1972)
- Paweł Nantka-Namirski (1972–1979)
- Mieczysław Mąkosza (1979–2004)
- Marek Chmielewski (2004–2010)
- Sławomir Jarosz (2011–2019)
- Daniel Gryko (od 2019)

## Przedmiot badań
Instytut prowadzi badania w następujących obszarach:
- nowe metody syntezy związków organicznych, przede wszystkim: reakcje karboanionów, reakcje wymiany nukleofilowej, addycji i cykloaddycji
- kataliza molekularna – kataliza przeniesienia międzyfazowego, metateza, organokataliza
- metodologia syntezy asymetrycznej
- synteza metaloorganiczna
- synteza związków o zadanej strukturze, w tym związków naturalnych i ich analogów
- niekonwencjonalne metody syntezy organicznej, w tym w warunkach bardzo wysokiego ciśnienia, na podłożu stałym, w warunkach promieniowania mikrofalowego
- enzymy i mikroorganizmy w syntezie organicznej
- wybrane zagadnienia chemii supramolekularnej, w tym synteza oraz badanie struktury i reaktywności związków heterocyklicznych i makrocyklicznych
- rozwój metod NMR i ich zastosowania w chemii organicznej
- badania reakcji jonów w fazie gazowej z wykorzystaniem technik spektrometrii mas
- badania struktury i dynamiki związków organicznych z wykorzystaniem technik NMR, MS, IR, CD/UV i rentgenograficznych
- zastosowania obliczeń kwantowo-chemicznych do przewidywania właściwości cząsteczek związków organicznych

## Struktura
Początkowo Instytut dzielił się na zakłady i laboratoria. W 1988 r. powstała struktura jednostopniowa, składająca się z zespołów naukowych i usługowych, powoływanych przez Dyrektora zgodnie z aktualnymi potrzebami Instytutu.
Obecnie Instytut dzieli się na zespoły, w tym naukowe, naukowo-usługowe i jeden usługowy. Są to:
| Numer | Zespół                                                                            |
| ----- | --------------------------------------------------------------------------------- |
| I     | Spektrometria mas                                                                 |
| II    | Stereokontrolowana synteza związków biologicznie aktywnych                        |
| III   | Zastosowania chemii metaloorganicznej w syntezie organicznej                      |
| IV    | Chemia sacharozy. Zastosowanie cukrów prostych jako chiralnych bloków budulcowych |
| V     | Dynamika molekularna w spektroskopii NMR. Oddziaływania molekularne               |
| VII   | Praktyczna synteza organiczna. Chemia azotowych związków heterocyklicznych        |
| VIII  | Stereokontrolowana synteza organiczna i chemia supramolekularna                   |
| IX    | Rozpoznanie molekularne                                                           |
| X     | Barwniki funkcjonalne                                                             |
| XII   | Krystalochemia organiczna. Synteza i właściwości peptydowych dendrymerów          |
| XIII  | Dichroizm kołowy w badaniach strukturalnych związków organicznych                 |
| XV    | Związki naturalne w syntezie organicznej                                          |
| XVI   | Zastosowanie magnetycznego rezonansu jądrowego w chemii organicznej               |
| XVII  | Pracownia analizy elementarnej                                                    |
| XX    | Enzymy i mikroorganizmy w syntezie organicznej i biotechnologii                   |
| XXII  | Obliczenia teoretyczne właściwości cząsteczek                                     |

W roku 2012 IChO PAN było zatrudnionych ponad 150 osób, w tym ponad 100 pracowników naukowych, wśród których było 14 profesorów zwyczajnych i 6 profesorów nadzwyczajnych. IChO PAN prowadzi 4-letnie stacjonarne studia doktoranckie.